# Rurutu (comuna)
Rurutu é uma comuna da Polinésia Francesa, no arquipélago das Austrais. Estende-se por uma área de 29 km², com  2.088 habitantes, segundo os censos de 2007, com uma densidade de 72 hab/km².